# Жильні гірські породи
Жильні гірські породи — магматичні гірські породи, що залягають у вигляді жил і дайок. 
В Україні жильні гірські породи є в усіх інтрузивних масивах. Виходять на денну поверхню в межах Українського щита (особливо у півн. зах. частині та Приазов'ї), Кримських гір, Українських Карпат. 
Жильні гірські породи кислого складу представлені пегматитами, аплітами, граніт-порфірами, кварцовими порфірами; середнього складу – андезитами, діоритовими кварцовими порфірами, основного – базальтами, діабазами, долерита-ми; лужного – сієнітовими та лужно-сієнітовими породами. Товщина жильних тіл – від десятків сантиметрів до десятків метрів. Довжина досягає сотень метрів, рідше – десятків кілометрів, а в глибину вони розвиваються до кількох кілометрів. З жильними гірськими породами в Україні пов’язані родов. бариту і поліметалів (кварц-баритові жили Закарпаття та Донбасу), ртуті, кристалів дорогоцінного і виробного каміння.